# Баур, Маркус
Маркус Баур (нем. Markus Baur; родился 22 января 1971) ― бывший немецкий гандболист, ныне тренер. Был назван одним из лучших гандболистов мира.

## Биография
Родился в городе Мерсбург. Был игроком мужской сборной Германии по гандболу с 1994 года, дебютировав в матче против марокканской сборной 4 августа в Балингене. Выступал за немецкую сборную в 2000 и 2002 годах, выиграл в её составе Чемпионат Европы по гандболу среди мужчин 2004 и Чемпионат мира по гандболу среди мужчин 2007. По состоянию на январь 2007 года, Баур принял участие в 200 матчах различных международных соревнований и забил 615 голов.
В Бундеслиге Баур играл за СГ Валлал-Массенхейм с 1993 по 1997 год, с 1997 по 1998 ― в ТВ Нидервюрцбах и с 1998 по 2001 год ― в ХСГ-Вецлар. С 2001 года играет в ТБВ Лемго, в составе которого одержал победу на Национальном Чемпионате Германии в 2003 году и в Кубке Европейской гандбольной федерации в 2006 году. В 1994 и 2002 его команда выиграла Национальный Кубок Германии. В 2004 году участвовал в Олимпийских играх в Афинах, где был удостоен серебряной медали.
Баур женат и имеет дочь, которую зовут Кьяра, и двух сыновей, Мика и Кими.

## Титулы
- Серебряный призёр летних олимпийских игр: 2004
- Обладатель кубка Германии: 1994, 2002
- Победитель чемпионата Германии: 2003
- Обладатель кубка ЕГФ: 2006